# 1459
1459 (MCDLIX) fue un año común comenzado en lunes del calendario juliano.

## Acontecimientos
- 18 de enero: El papa Pío II funda la Orden Militar de Nuestra Señora de Belén con el objetivo de defender la isla de Lemnos de los turcos.
- 4 de febrero: el legado apostólico Latino Orsini preside la ceremonia de coronación de Ferrante I como rey de Nápoles en la catedral de Barletta.
- 23 de septiembre: Se libra la batalla de Blore Heath en Inglaterra en el contexto de la guerra de las dos rosas entre las casas de York y de Lancaster con resultado de victoria de la primera casa.
- El papa Pío II convoca a los príncipes cristianos en Mantua para una cruzada contra los turcos.
- Rao Jodha funda la ciudad india de Jodhpur.

## Arte y literatura
- Jaume Roig: Espill (Espejo) o Llibre de les Dones (Libro de las mujeres).

## Nacimientos

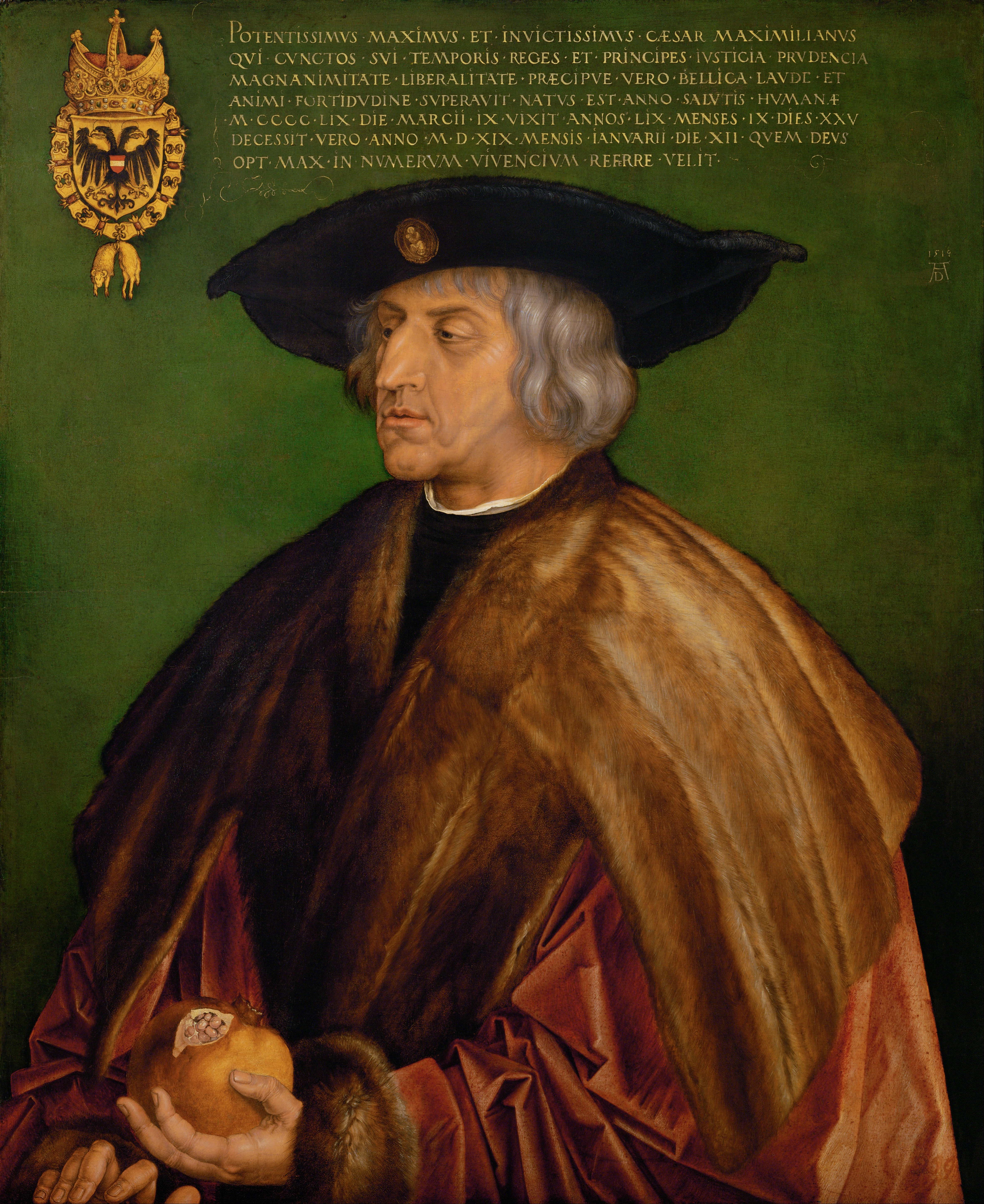
Maximiliano I de Habsburgo.

- 25 de enero: Paul Hofhaimer, organista y compositor austriaco (f. 1537).
- 1 de febrero: Conrad Celtes, poeta y humanista alemán (f.1508).
- 2 de marzo: Adriano VI, 218° papa de la Iglesia católica (f. 1523).
- 6 de marzo: Jakob Fugger, banquero y comerciante alemán (f. 1525).
- 22 de marzo: Maximiliano I de Habsburgo, emperador (f. 1519).
- 6 de octubre: Martin Behaim, comerciante, astrónomo, navegante y geógrafo alemán (f. 1507).
- 22 de diciembre: Cem, noble otomano (f. 1495).
- Giovanni Battista Cima da Conegliano, pintor italiano (f. 1517).

## Fallecimientos
- 3 de marzo: Ausiàs March, poeta en valenciano.
- Giannozzo Manetti, humanista italiano.